# Simeria
Simeria là một thị xã thuộc hạt Hunedoara, România. Dân số thời điểm năm 2002 là 13905 người.